# گستون سوم، کنت فوآ
گستون سوم، کنت فوا (به فرانسوی: Gaston III de Foix-Béarn) اشراف‌زاده فرانسوی سده چهاردهم میلادی بود که از سال ۱۳۴۳ میلادی تا هنگام مگش در سال ۱۳۹۱ میلادی حاکم فوآ، به‌آرن و چند منطقه دیگر در جنوب غربی فرانسه و شمال کوه‌های پیرینه بود.